# دانشگاه اندروز

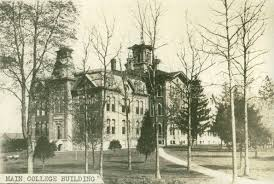

دانشگاه اندروز یک دانشگاه خصوصی متعلق به کلیسای ادونتیست‌های روز هفتم در برین اسپرینگز، میشیگان است. این کالج در سال ۱۸۷۴ به عنوان کالج بتل کریک تأسیس شد، اولین مرکز آموزش عالی بود که توسط کلیسای ادونتیست‌های روز هفتم تأسیس شده. این دانشگاه دومین سیستم دانشگاهی مسیحی در جهان است.